# Christian Sell

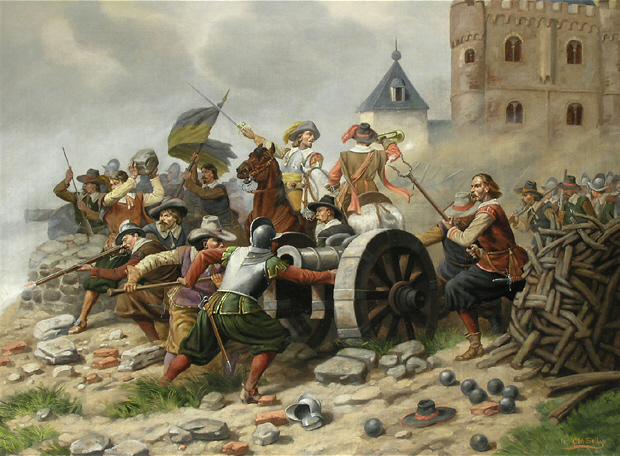
La Défense du château.

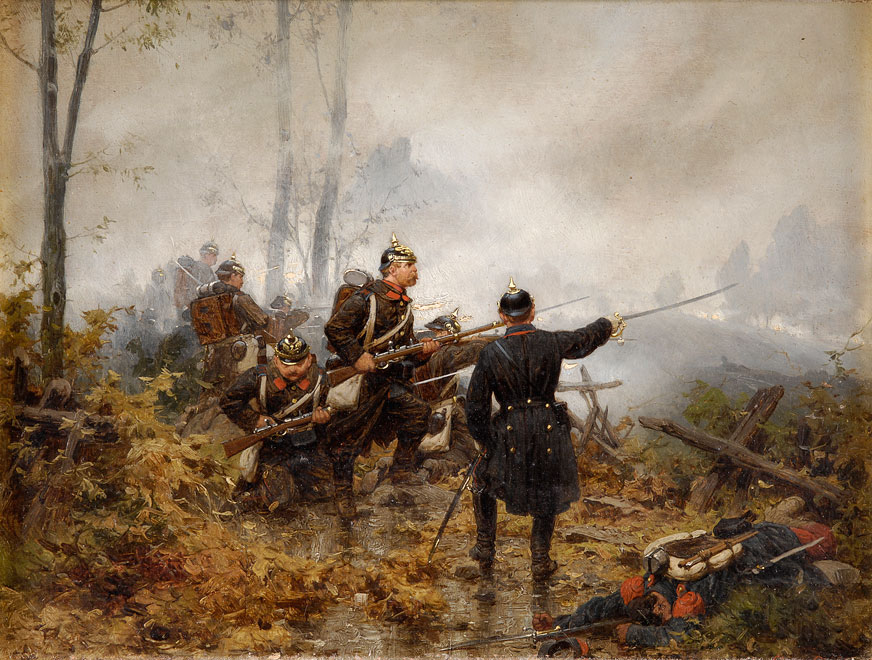
d'infanterie (probablement scène de la bataille du Mans.)

Christian Sell (né le 14 août 1831 à Altona et mort le 21 avril 1883 à Düsseldorf) est un peintre prussien de l'école de Düsseldorf.

## Biographie
Sell est d'abord formé à la peinture par son père et vit à Düsseldorf à partir de 1851, où il étudie à l'académie jusqu'en 1856 et rejoint Theodor Hildebrandt et Friedrich Wilhelm von Schadow. Il entreprend des voyages d'étude à travers les états allemands et la Belgique et peint d'abord des scènes de guerre historiques de la guerre de Trente Ans telles que la défense d'un mur d'enceinte (1852), Soldats portant leur chef blessé, Calme après que la tempête eut été repoussée (1856), le siège de Brisach (1861) et les soldats impériaux de la Suède pris en embuscade.
En 1864 et 1866, Sell accompagne les troupes prussiennes dans leurs guerres au Danemark (guerre des Duchés) et en Bohême (guerre austro-prussienne). En 1870/1871, il participe également à la guerre franco-prussienne. Sa participation à ces conflits militaires donne une autre orientation à son œuvre. Il représente dès lors de grandes batailles et de petits épisodes de ces trois guerres, qui se distinguent par la vivacité de leur description et la finesse de leur exécution. Il se distingue également comme peintre d'aquarelles et d'illustrations. Ses œuvres principales sont :
- Prise de la 6e redoute de Düppel.
- Bataille de Königgrätz (peinture de 1872).
- Le Début de la persécution près de Königgrätz (Galerie nationale de Berlin).
- Bataille près de Liebenau, 1866.

## Galerie

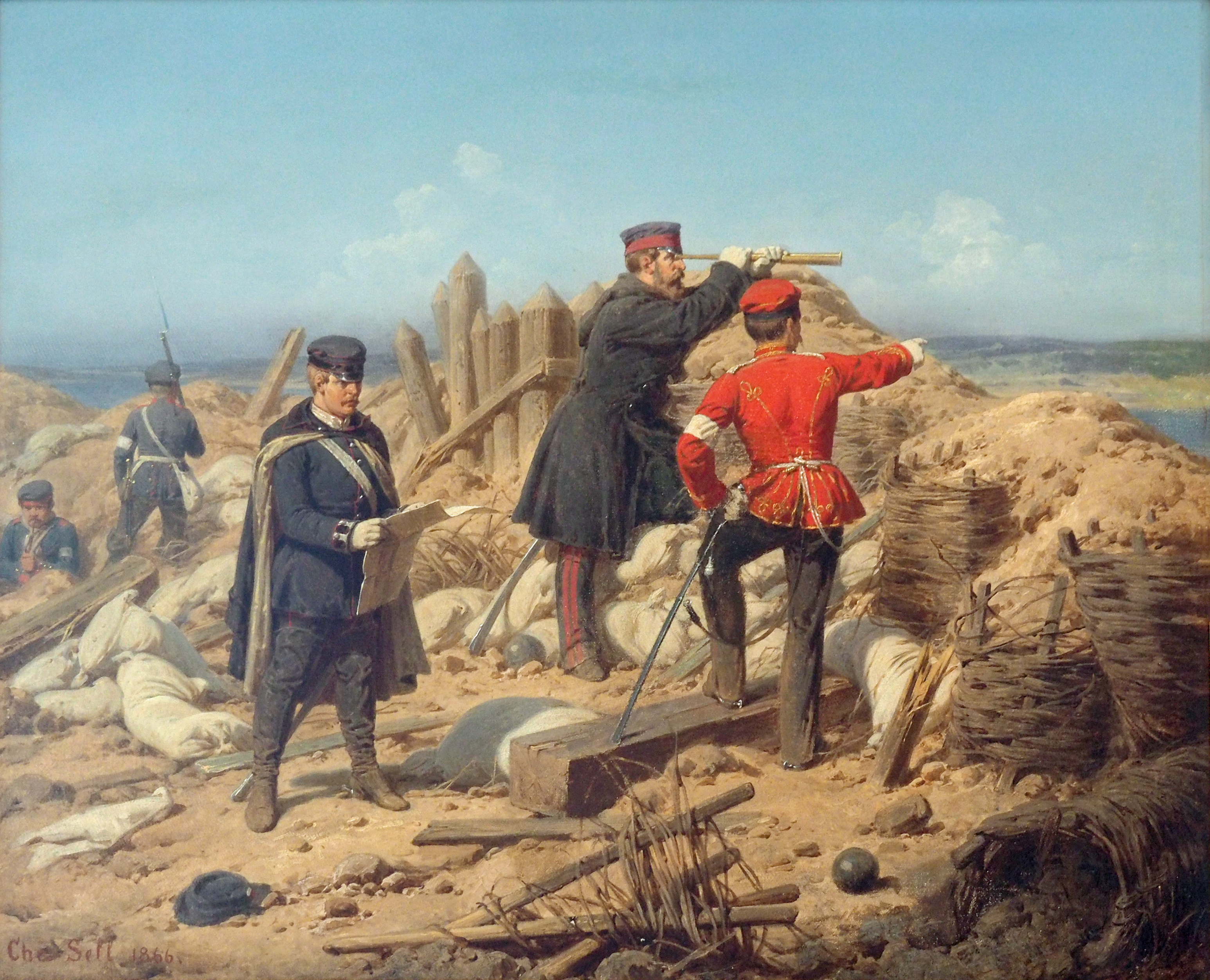
Sur le champ de bataille près de Düppel en 1864.
Bataille de Königgrätz.
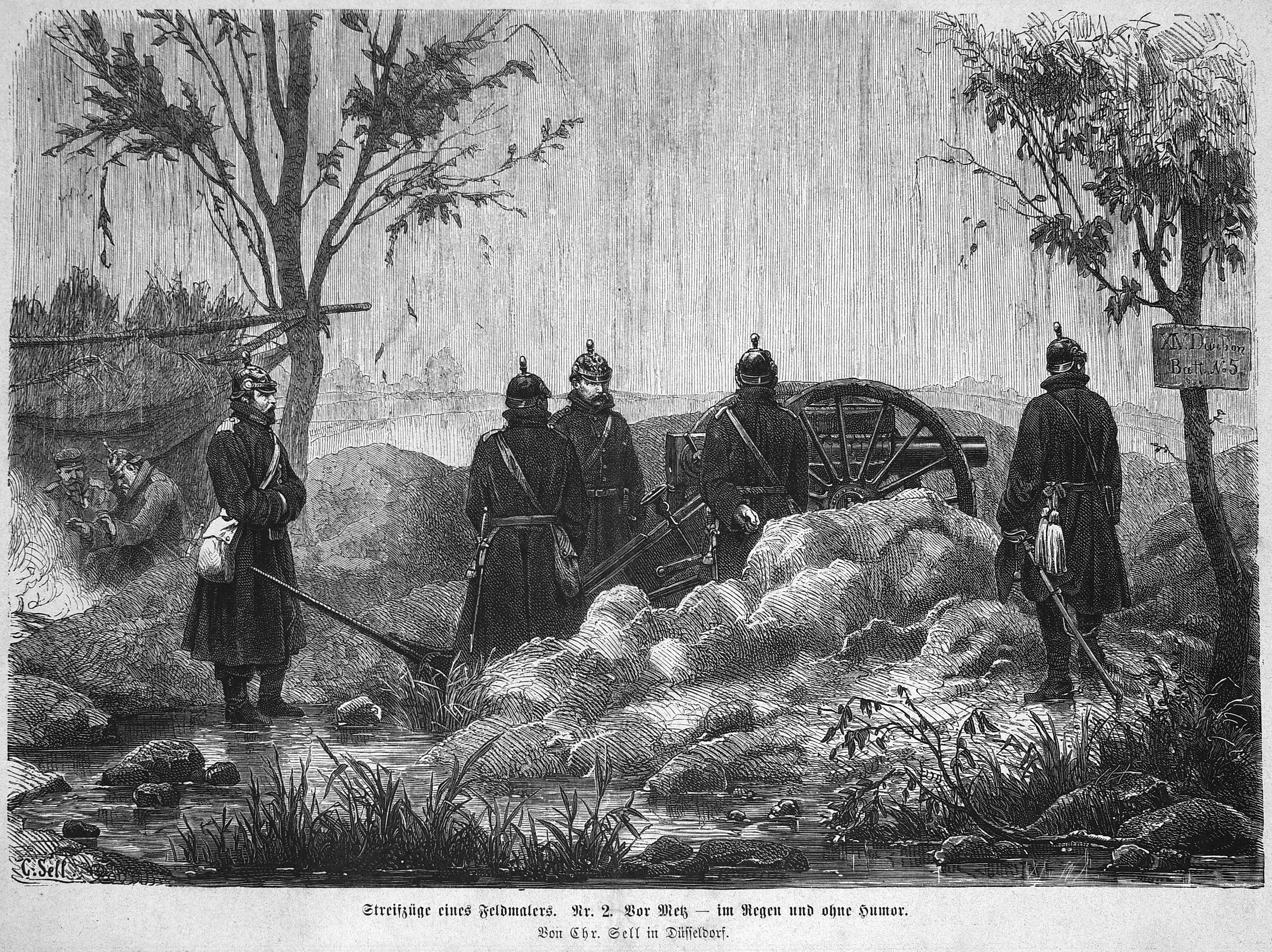
Avant Metz – sous la pluie et sans humour, illustration tirée du Belvédère, 1871.
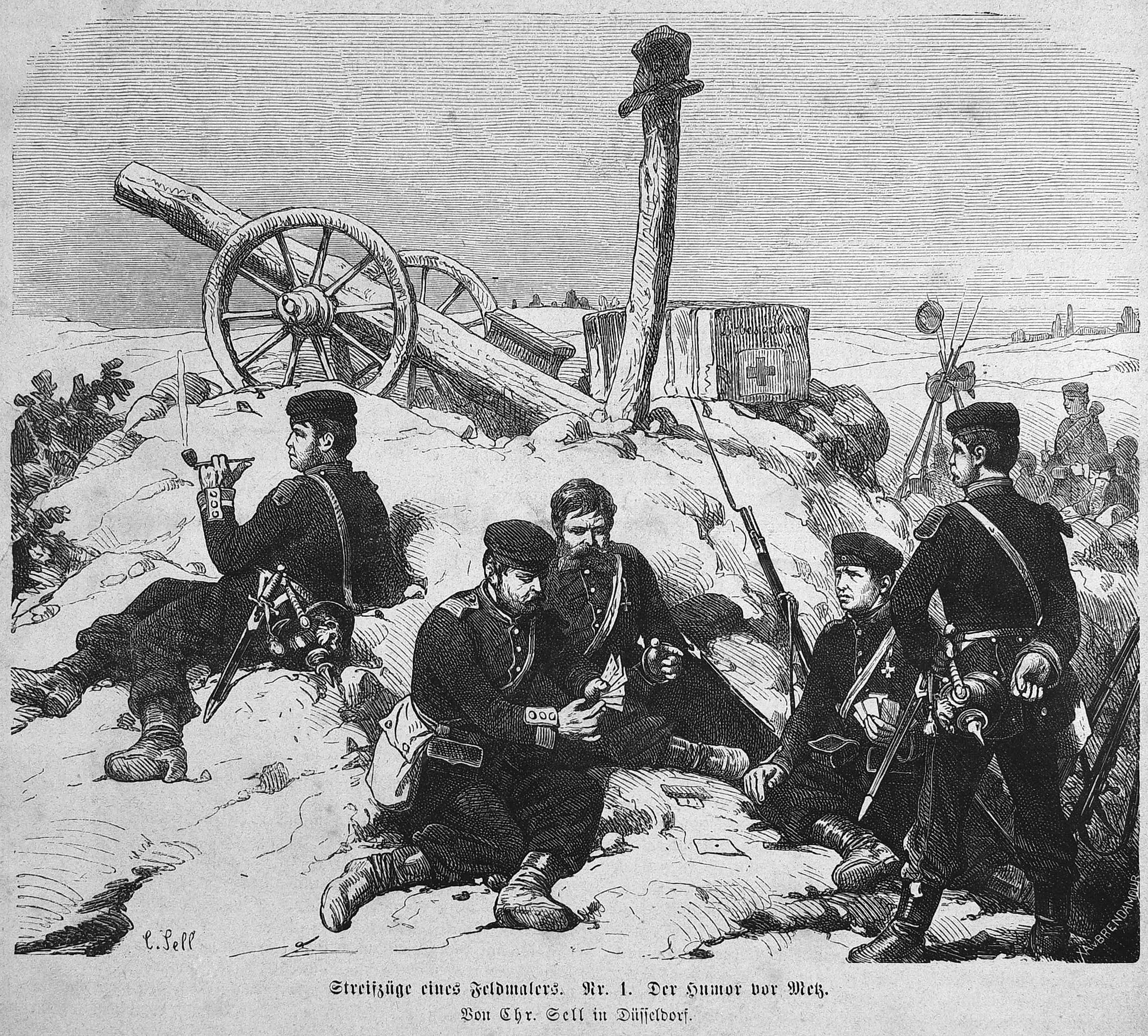
L'Humeur avant Metz, 1871.
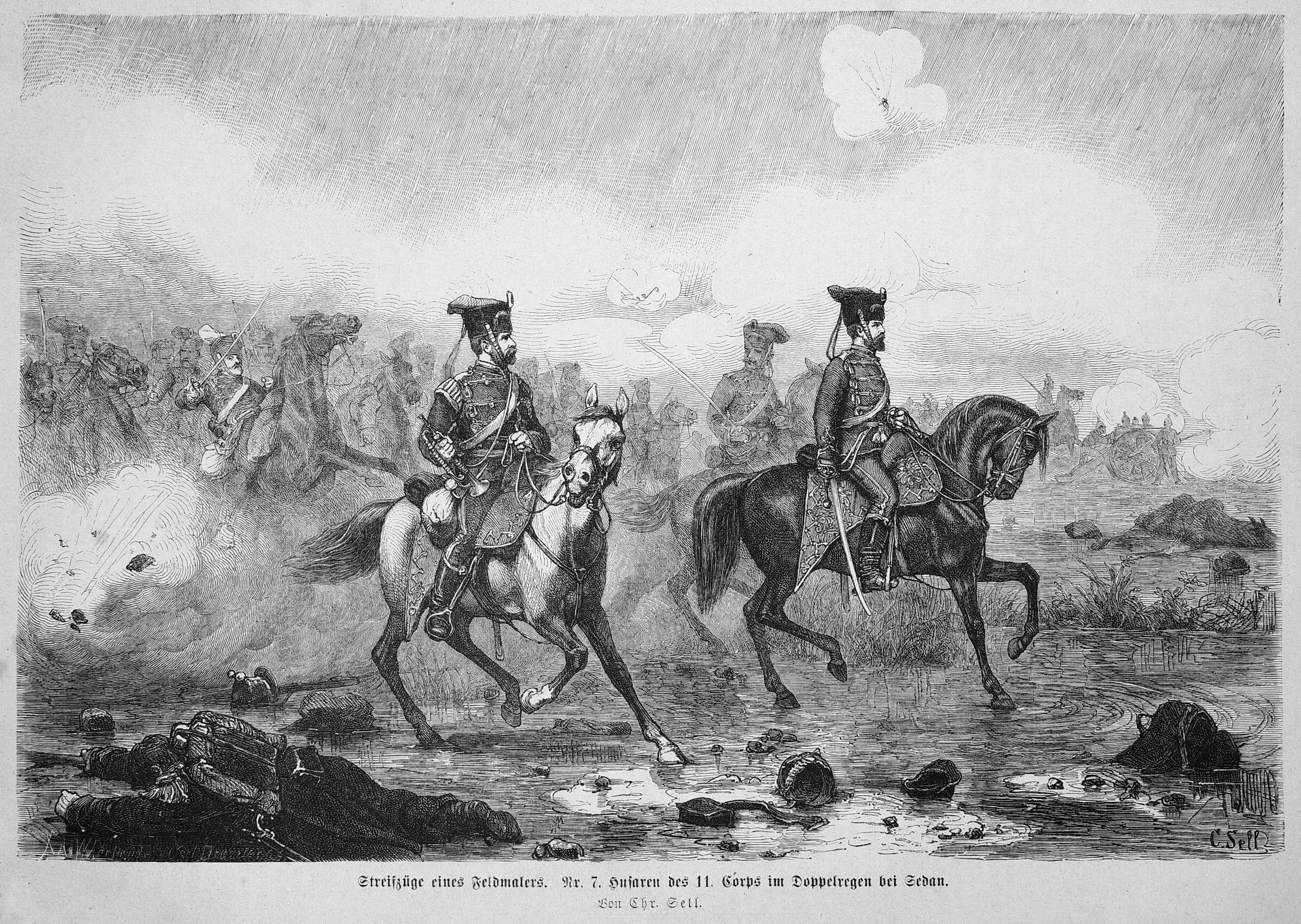
7e régiment de hussards du 11e corps d'armée en double pluie à Sedan, 1872.

## Ouvrages illustrés
- 1870 und 1871. Zwei Jahre deutschen Heldenthums / von Gustav Höcker. Mit 114 Illustrationen nach Originalzeichnungen von W. Camphausen, C. Horn, Chr. Sell u. A. und 12 Karten und Pläne. - Glogau : Flemming . - 1872. - [1] Bl., IV, 392 S., [6] Bl. : zahlr. Ill., Kt. Digitalisierte Ausgabe der Bibliothèque universitaire et d'État de Düsseldorf

## Musées
Des œuvres de Christian Sell font partie des collections des musées suivants :
- Musée de la Frise du Nord. Maison Nissen (de), Husum.
- Musée d'histoire militaire, Vienne.